# 제2회 전국동시지방선거 양구군의회
다음은 제2회 전국동시지방선거의 양구군의회의원 선거결과를 정리한 문서이다. 해당 선거에서 양구군의회는 지역구의원 7명을 선출했다.

## 지역구 선거 결과
|  | 40.10% |

|  | 33.98% |

|  | 25.90% |

|  | 38.91% |

|  | 32.44% |

|  | 28.64% |

| 제2회 전국동시지방선거동면 선거구 |        |        |        |        |      |      |  |
|                                   |        |        |        |        |      |      |  |
| 후보                              | 후보   | 정당   | 득표   | 득표율 | 당락 | 비고 |  |
|                                   | 김태진 | 무소속 | 무투표 | 무투표 | 당선 |      |  |
| 합계                              | 합계   | 합계   | 0표    |        |      |      |  |

|  | 58.35% |

|  | 41.64% |

|  | 60.67% |

|  | 39.32% |